# アルピーヌ・A424
アルピーヌ・A424 (Alpine A424) は、アルピーヌがル・マン・デイトナ・h （LMDh）規定に基づき、FIA 世界耐久選手権（FIA WEC）への参戦用に開発したプロトタイプ・レーシングカー。

## 概要
アルピーヌが2021年10月にLMDh規定でFIA 世界耐久選手権及びル・マン24時間レースに参戦することを表明し、シャシーコンストラクタとしてオレカとの提携を発表したマシンである。2023年6月9日、ル・マン24時間レースの場にてA424_βと名づけられたショーカーを発表。その後もサーキットでの開発テストを続け、2024年2月7日にβの取れたマシンを本発表した。エンジンはメカクロームがF2マシンに供給しているV634 V型6気筒シングルターボを採用し、アルピーヌがWEC用に大幅改良を行っている。

## レース活動

### 2024年
2023年11月22日、2024年シーズンのレギュラードライバーが発表された。前年LMP2クラスにアルピーヌから参戦していたニコラ・ラピエール、マシュー・バキシビエール、シャルル・ミレッシの3名に加え、フェルディナント・ハプスブルク、ミック・シューマッハ、ポール＝ルー・シャタンを新しく加えた2台・6名体制となった。信頼性の面であまり評判の良くないメカクローム製エンジンに対し、2月の時点ではアルピーヌでの大幅な改良により自信を見せており、実際に参戦初年度ながら序盤のレースではポイント圏内で完走している。しかし6月のル・マンではエンジントラブルにより2台ともレースの前半でリタイアとなった。

## 戦績

### FIA 世界耐久選手権
| 年   | チーム                             | クラス       | No. | ドライバー                     | Rds.     | 1      | 2      | 3      | 4       | 5      | 6     | 7     | 8     | Pts. | Pos. |
| ---- | ---------------------------------- | ------------ | --- | ------------------------------ | -------- | ------ | ------ | ------ | ------- | ------ | ----- | ----- | ----- | ---- | ---- |
| 2024 | アルピーヌ・エンデュランス・チーム | ハイパーカー | 35  | ポール＝ルー・シャタン         | 1-6, 8   | QAT 7  | IMO 13 | SPA 9  | LMS Ret | SÃO 12 | COA 5 | FUJ 7 | BHR 4 | 70   | 4位  |
| 2024 | アルピーヌ・エンデュランス・チーム | ハイパーカー | 35  | フェルディナント・ハプスブルク | 1, 4-8   | QAT 7  | IMO 13 | SPA 9  | LMS Ret | SÃO 12 | COA 5 | FUJ 7 | BHR 4 | 70   | 4位  |
| 2024 | アルピーヌ・エンデュランス・チーム | ハイパーカー | 35  | ジュール・グーノン             | 2-3, 7-8 | QAT 7  | IMO 13 | SPA 9  | LMS Ret | SÃO 12 | COA 5 | FUJ 7 | BHR 4 | 70   | 4位  |
| 2024 | アルピーヌ・エンデュランス・チーム | ハイパーカー | 35  | シャルル・ミレッシ             | 1-7      | QAT 7  | IMO 13 | SPA 9  | LMS Ret | SÃO 12 | COA 5 | FUJ 7 | BHR 4 | 70   | 4位  |
| 2024 | アルピーヌ・エンデュランス・チーム | ハイパーカー | 36  | ニコラ・ラピエール             | 1-7      | QAT 11 | IMO 16 | SPA 12 | LMS Ret | SÃO 10 | COA 9 | FUJ 3 | BHR 9 | 70   | 4位  |
| 2024 | アルピーヌ・エンデュランス・チーム | ハイパーカー | 36  | シャルル・ミレッシ             | 8        | QAT 11 | IMO 16 | SPA 12 | LMS Ret | SÃO 10 | COA 9 | FUJ 3 | BHR 9 | 70   | 4位  |
| 2024 | アルピーヌ・エンデュランス・チーム | ハイパーカー | 36  | ミック・シューマッハ           | All      | QAT 11 | IMO 16 | SPA 12 | LMS Ret | SÃO 10 | COA 9 | FUJ 3 | BHR 9 | 70   | 4位  |
| 2024 | アルピーヌ・エンデュランス・チーム | ハイパーカー | 36  | マシュー・バキシビエール       | All      | QAT 11 | IMO 16 | SPA 12 | LMS Ret | SÃO 10 | COA 9 | FUJ 3 | BHR 9 | 70   | 4位  |
| 2025 | アルピーヌ・エンデュランス・チーム | ハイパーカー | 35  | ポール＝ルー・シャタン         | All      | QAT 14 | IMO 13 | SPA 8  | LMS 8   | SÃO 18 | COA   | FUJ   | BHR   | 58*  | 6位* |
| 2025 | アルピーヌ・エンデュランス・チーム | ハイパーカー | 35  | フェルディナント・ハプスブルク | All      | QAT 14 | IMO 13 | SPA 8  | LMS 8   | SÃO 18 | COA   | FUJ   | BHR   | 58*  | 6位* |
| 2025 | アルピーヌ・エンデュランス・チーム | ハイパーカー | 35  | シャルル・ミレッシ             | All      | QAT 14 | IMO 13 | SPA 8  | LMS 8   | SÃO 18 | COA   | FUJ   | BHR   | 58*  | 6位* |
| 2025 | アルピーヌ・エンデュランス・チーム | ハイパーカー | 36  | ジュール・グーノン             | All      | QAT 13 | IMO 3  | SPA 3  | LMS 9   | SÃO 9  | COA   | FUJ   | BHR   | 58*  | 6位* |
| 2025 | アルピーヌ・エンデュランス・チーム | ハイパーカー | 36  | フレデリック・マコヴィッキィ   | All      | QAT 13 | IMO 3  | SPA 3  | LMS 9   | SÃO 9  | COA   | FUJ   | BHR   | 58*  | 6位* |
| 2025 | アルピーヌ・エンデュランス・チーム | ハイパーカー | 36  | ミック・シューマッハ           | All      | QAT 13 | IMO 3  | SPA 3  | LMS 9   | SÃO 9  | COA   | FUJ   | BHR   | 58*  | 6位* |